# Bobrowniki Małe
Bobrowniki Małe is een plaats in het Poolse district Tarnowski, woiwodschap Klein-Polen. De plaats maakt deel uit van de gemeente Wierzchosławice en telt 850 inwoners.